# Marcin Osumek
Marcin Osumek (* 6. Dezember 1994 in Częstochowa) ist ein polnischer American-Football-Spieler auf der Position des Cornerbacks.

## Werdegang
Osumek, dessen Eltern während seiner Jugend aus beruflichen Gründen mit ihm nach Italien immigrierten, begann 2011 bei den Dolphins Ancona mit dem American Football. Bereits in seiner zweiten Saison debütierte er auf Herrenebene. 2013 fiel er aufgrund einer Schambeinentzündung aus. In den IFL-Saisons 2015 und 2016 war Osumek Stammspieler und Leistungsträger seines Teams. In den beiden Jahren verzeichnete er insgesamt 88 Tackles,  zwei Interceptions und drei Pass-Break-ups in 21 Spielen. 2017 schloss sich Osumek den Tychy Falcons aus der PLFA an. Mit jeweils zwei Interceptions und Pass-Break-ups führte er sein Team an. Nach zwei Jahren in Schlesien wechselte er zu den Panthers Wrocław. Mit den Panthers wurde er sowohl 2019 als auch 2020 polnischer Meister.
Zur Saison 2021 schlossen sich die Panthers der neu gegründeten European League of Football (ELF) an. Osumek stand von Saisonbeginn an im aktiven Roster der Panthers und kam in allen zehn regulären Saisonspielen zum Einsatz. Mit acht Pass-Break-ups führte er sein Team intern an. Die Panthers erreichten das Halbfinale, wo sie gegen die Hamburg Sea Devils ausschieden. 2022 legte er aus persönlichen Gründen eine Karrierepause ein. Jedoch kehrte er im Juni für das IFL-Halbfinalspiel der Dolphins Ancona gegen die Seamen Milano nach Italien zurück, konnte aber die Niederlage nicht abwenden. Mitte Dezember 2022 gaben die Panthers bekannt, Osumek für die ELF-Saison 2023 verpflichtet zu haben.
Nationalmannschaft
Osumek ist polnischer Nationalspieler und stand bei den World Games 2017 in Breslau im Kader. Polen verlor damals beide Spiele.

## Statistiken
| Jahr                            | Team             | Spiele | Starts | Tackles | Tackles | Tackles | Tackles | Tackles | Passverteidigung | Passverteidigung | Passverteidigung | Passverteidigung | Fumbles | Fumbles | Fumbles |
| Jahr                            | Team             | Spiele | Starts | Total   | Solo    | Ast     | TFL     | Sack    | INT              | Yds              | TD               | BrUp             | FF      | FR      | TD      |
| ------------------------------- | ---------------- | ------ | ------ | ------- | ------- | ------- | ------- | ------- | ---------------- | ---------------- | ---------------- | ---------------- | ------- | ------- | ------- |
| European League of Football     |                  |        |        |         |         |         |         |         |                  |                  |                  |                  |         |         |         |
| 2021                            | Panthers Wrocław | 10     | 6      | 34      | 19      | 15      | 1,0     | 0,0     | 1                | 13               | 0                | 8                | 0       | 0       | 0       |
| 2022                            | Panthers Wrocław | 1      | 0      | 0       | 0       | 0       | 0,0     | 0,0     | 0                | 0                | 0                | 0                | 0       | 0       | 0       |
| 2023                            | Panthers Wrocław | 3      | 3      | 9       | 6       | 3       | 1,0     | 0,0     | 0                | 0                | 0                | 1                | 0       | 0       | 0       |
| ELF Gesamt                      | ELF Gesamt       | 14     | 9      | 43      | 25      | 18      | 2,0     | 0,0     | 1                | 13               | 0                | 9                | 0       | 0       | 0       |
| Quellen: sportsmetrics.football |                  |        |        |         |         |         |         |         |                  |                  |                  |                  |         |         |         |

| Jahr                            | Team             | Spiele | Starts | Tackles | Tackles | Tackles | Tackles | Tackles | Passverteidigung | Passverteidigung | Passverteidigung | Passverteidigung | Fumbles | Fumbles | Fumbles |
| Jahr                            | Team             | Spiele | Starts | Total   | Solo    | Ast     | TFL     | Sack    | INT              | Yds              | TD               | BrUp             | FF      | FR      | TD      |
| ------------------------------- | ---------------- | ------ | ------ | ------- | ------- | ------- | ------- | ------- | ---------------- | ---------------- | ---------------- | ---------------- | ------- | ------- | ------- |
| European League of Football     |                  |        |        |         |         |         |         |         |                  |                  |                  |                  |         |         |         |
| 2021                            | Panthers Wrocław | 1      | 1      | 2       | 1       | 1       | 0,0     | 0,0     | 0                | 0                | 0                | 2                | 0       | 0       | 0       |
| ELF Gesamt                      | ELF Gesamt       | 1      | 1      | 2       | 1       | 1       | 0,0     | 0,0     | 0                | 0                | 0                | 2                | 0       | 0       | 0       |
| Quellen: sportsmetrics.football |                  |        |        |         |         |         |         |         |                  |                  |                  |                  |         |         |         |